# Van der Madeweg
De Van der Madeweg is een straat in het tot de gemeente Ouder-Amstel behorende Amsterdam-Duivendrecht.
De straat begint even ten westen van de Joan Muyskenweg bij de Buitensingel in het industriegebied Amstel II, kruist de Joan Muyskenweg en de Duivendrechtsevaart die dood loopt op de weg. Ten zuiden van het eerste gedeelte van de weg bevindt zicht een filiaal van de Makro. 
Daarna kruist de weg de Spaklerweg waarna de weg met een viaduct onder het spoor en het metrostation Van der Madeweg doorloopt. Daarna loopt de weg verhoogd verder en gaat met een S-bocht naar rechts waar de Rijksstraatweg door Duivendrecht met een viaduct wordt gekruist. In het oosten komt de weg op de grens van Duivendrecht en Diemen uit op de Randweg en Gooiseweg.
Het westelijk gedeelte van de straat ligt in Amsterdam-Duivendrecht. Het wegonderhoud wordt uitgevoerd door de Gemeente Amsterdam die in 1964 een vergunning kreeg van de gemeente Ouder-Amstel voor het dagelijks onderhoud en beheer van Amstel II dat één geheel vormde met Overamstel, het huidige Amstel Business Park.
Het is niet bekend naar welke van der Made de weg is vernoemd. 
In de periode 2019 tot en met 2024 verrees het nieuwe centrum van DPG Media aan de Van der Madeweg 40. 